# Ajdir
Ajdir (in berbero: ⴰⵊⴷⵉⵔ, Ajdir; in arabo أجدير‎?) è un centro abitato e comune rurale situato a nord del Marocco in prossimità di Al-Hoseyma.
È stata capitale dell'effimera Repubblica del Rif dal 1921 al 1926 ad opera di Abd el-Krim.
Il nome ajdir rappresenta la realizzazione in tarifit della parola berbera agadir, proveniente con molta probabilità dal punico, che significa "muro" e, per estensione, "fortezza", "granaio protetto da un muro". Lo stesso nome che, in toponomastica ricompare nella città di Agadir nel sud del Marocco, e in quella di Cadice (Spagna), anticamente Gadir.